# Verbandsgemeinde Aar-Einrich
La comunità amministrativa Aar-Einrich (Verbandsgemeinde Aar-Einrich) si trova nel circondario del Reno-Lahn nella Renania-Palatinato, in Germania.
La comunità amministrativa è stata costituita nel 2019 dalla fusione delle comunità amministrative di 
Hahnstätten e Katzenelnbogen e comprende 31 comuni.
Prende il nome dal fiume Aar, affluente di sinistra del fiume Lahn e dalla regione dell'Einrich situata nella parte nordoccidentale del Taunus.

## Comuni
Fanno parte della comunità amministrativa i seguenti comuni:
| Comune, città                | Sup. (km²) | Abitanti |
| ---------------------------- | ---------- | -------- |
| Allendorf                    | 3,03       | 611      |
| Berghausen                   | 4,37       | 299      |
| Berndroth                    | 6,22       | 405      |
| Biebrich                     | 3,45       | 323      |
| Bremberg                     | 6,07       | 276      |
| Burgschwalbach               | 9,21       | 1 048    |
| Dörsdorf                     | 4,87       | 419      |
| Ebertshausen                 | 2,57       | 129      |
| Eisighofen                   | 5,42       | 258      |
| Ergeshausen                  | 2,26       | 138      |
| Flacht                       | 4,45       | 993      |
| Gutenacker                   | 3,83       | 342      |
| Hahnstätten                  | 10,70      | 2 936    |
| Herold                       | 4,09       | 398      |
| Kaltenholzhausen             | 6,06       | 558      |
| Katzenelnbogen, città        | 9,20       | 2 240    |
| Klingelbach                  | 5,14       | 740      |
| Kördorf                      | 7,81       | 559      |
| Lohrheim                     | 4,13       | 600      |
| Mittelfischbach              | 1,84       | 137      |
| Mudershausen                 | 4,72       | 436      |
| Netzbach                     | 3,40       | 358      |
| Niederneisen                 | 7,95       | 1 456    |
| Niedertiefenbach             | 4,08       | 178      |
| Oberfischbach                | 5,04       | 158      |
| Oberneisen                   | 4,54       | 727      |
| Reckenroth                   | 3,59       | 221      |
| Rettert                      | 5,80       | 426      |
| Roth                         | 3,40       | 204      |
| Schiesheim                   | 1,43       | 256      |
| Schönborn                    | 11,71      | 728      |
| Verbandsgemeinde Aar-Einrich | 160,14     | 18 557   |

(Abitanti al 31 dicembre 2021)